# Marilyn Monroe
Marilyn Monroe (vlastním jménem Norma Jeane Mortenson, 1. června 1926 Los Angeles – 5. srpna 1962 Brentwood, Los Angeles) byla americká filmová herečka, modelka, zpěvačka a producentka.
Většinu svého dětství strávila v pěstounské péči a sirotčinci, v roce 1946 pak podepsala smlouvu s filmovým studiem Twentieth Century Fox a věnovala se modelingu. Role ve filmu Asfaltová džungle (1950) jí přinesla první úspěch. Ten byl následován hlavní rolí v melodramatu Neobtěžuj se klepáním (1952) po boku Richarda Widmarka a též hlavní rolí ve filmu noir Niagara. Poté se stala představitelkou klasických „hloupých blondýnek“, jejichž naivní chování vede ke komickým situacím, ve filmech Jak si vzít milionáře, Páni mají radši blondýnky a Slaměný vdovec. Následující roky se snažila vymanit se ze škatulky sexuálního symbolu filmového plátna, jak ukázala ve snímku Autobusová zastávka (1956). Ve vlastní produkci pak vytvořila hlavní roli po boku Laurence Oliviera ve filmu Princ a tanečnice (1957), za kterou obdržela cenu Davida di Donatella. Zlatý glóbus jí vynesla role Sugar v komedii Někdo to rád horké (1959). Posledním dokončeným filmem se stalo drama Mustangové (1961), natočené podle scénáře jejího tehdejšího manžela Arthura Millera.
Poslední roky svého soukromého i profesního života bojovala nejen se závislostí na uklidňujících prostředcích, ale i s filmovým studiem o lepší postavení a role, kvůli špatnému zdravotnímu stavu ovšem získávala jako herečka špatnou reputaci. Nikdy neobjasněné okolnosti její předčasné smrti v roce 1962 pak vedly k velkému množství spekulací a teorií. V průběhu let po své smrti v 36 letech se Marilyn Monroe stala kulturní a filmovou ikonou, sexuálním symbolem, což stvrdila instituce TV Guide Network, která Marilyn Monroe v roce 2009 zvolila za „nejvíce sexy herečku všech dob“.

## Dětství

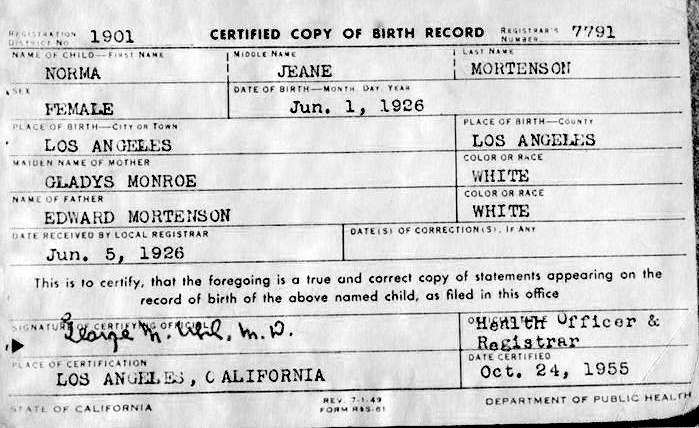
Rodný list Marilyn Monroe, kde je jako její otec uveden Edward Mortenson

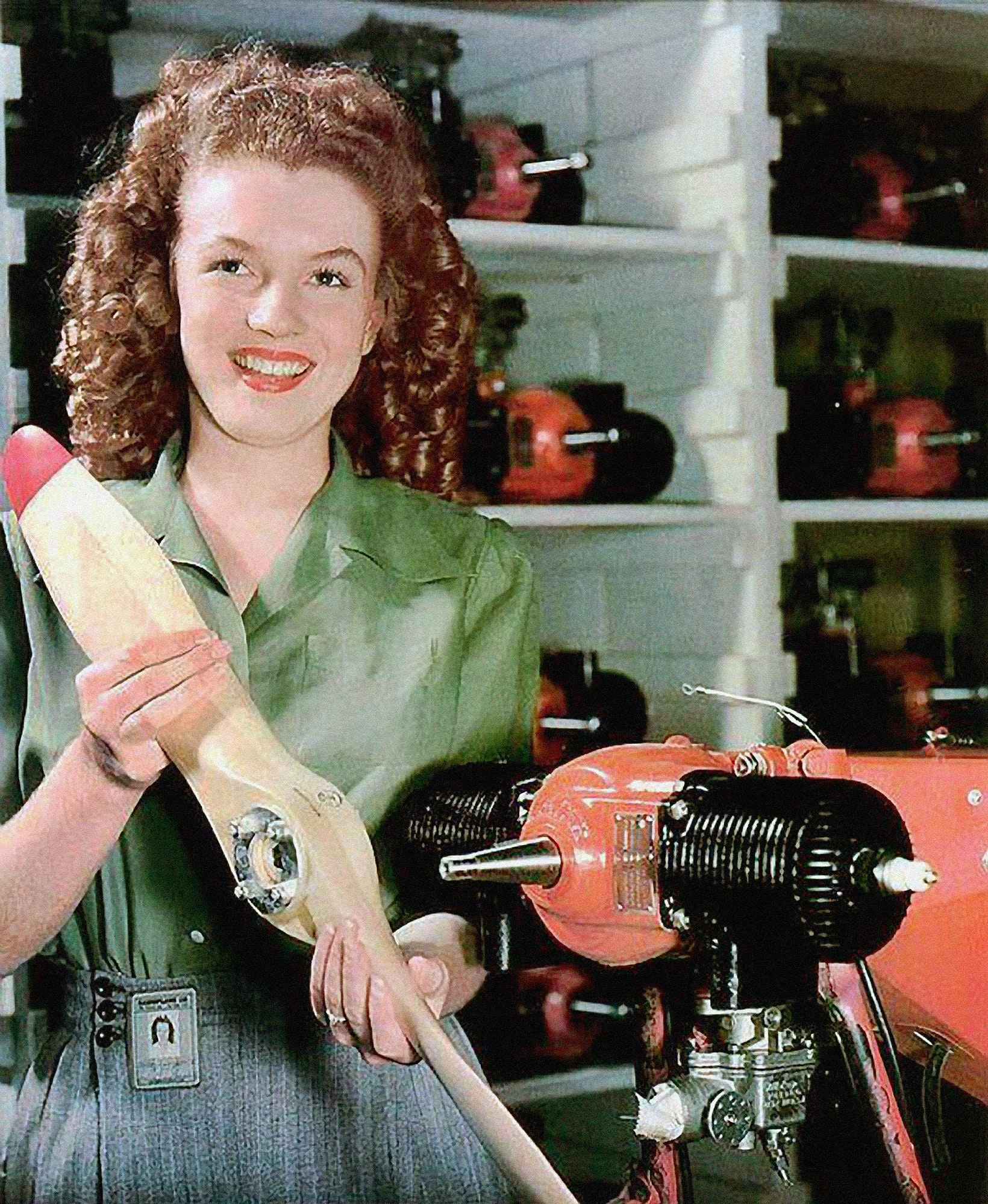
Norma Jeane Dougherty jako dělnice ve společnosti Radioplane Company, držící vrtulí bezpilotního letounu Radioplane OQ-3. Snímek pořídil fotograf David Conover.

Narodila se jako Norma Jeane Baker Mortenson 1. června 1926 v General Hospital v Los Angeles. Její matka Gladys nechala do matriky zapsat příjmení Mortenson po svém příteli, který ji ale ještě před narozením dcery opustil. Všeobecně se ale předpokládá, že otcem malé Normy byl Stanley Gifford (V roce 2022 to bylo testem DNA prokázáno.), zaměstnanec firmy Consolidated Film Industrion, kde pracovala i Gladys jako filmová střihačka. (Později, v roce 1944, se jej neúspěšně pokoušela kontaktovat. O dalších sedm let později, kdy její hvězda stoupala, si najala soukromé očko a nechala si Gifforda vyhledat, bohužel i tento – již poslední – kontakt nedopadl dobře a Gifford se svou nemanželskou dcerou odmítl po telefonu hovořit.)
Gladys se, i přes pokusy o rodinný život, jakým byla koupě domku, o dítě nemohla starat. Dědičné zatížení psychickými poruchami jako paranoia a schizofrenie a pravděpodobně i fyzické vyčerpání, způsobené prací na dvě směny, aby dokázala splatit hypotéku na domek, se podepsaly na zdraví mladé Gladys, a tak Norma putovala do pěstounské rodiny, pak zpět k příbuzným a pak zase do sirotčince, kde strávila dva roky. Sama toto období líčila v nejtemnějších barvách, to se ale později ukázalo jako zkreslující. Necelé dva týdny po svých šestnáctých narozeninách se – na popud své opatrovatelky Grace Goddardové, přítelkyně Gladys – raději provdala za „chlapce od vedle“ Jamese „Jima“ Doughertyho, aby až do svých osmnáctých narozenin nemusela pobývat v sirotčinci. Grace Goddard se toužila znova provdat a odstěhovat se se svým manželem, mladičká Norma Jeane by tedy musela zpět do sirotčince (Gladys byla totiž opět hospitalizována pro vážné duševní poruchy).
Byla to právě Grace, která malou Normu Jeane přivedla ke světu filmu – nejprve společně s Gladys, později sama, když Gladys stále více času trávila v léčebnách – vodila Normu do kina a vyprávěla ji o hollywoodských hvězdách a o tom, jak i z ní bude jednou velká hvězda stříbrného plátna. Toho se ale Grace bohužel nedočkala – když Monroe stála na vrcholu a byla nejslavnější herečkou Spojených států, byla již Grace těžce závislá na alkoholu a v roce 1953 zemřela na předávkování barbituráty. Byla pohřbena na hřbitově Westwood Village Memorial Park.
Manželství Monroe bylo zpočátku nekonfliktní. Ameriky se ale dotkla válka a manžel narukoval k námořnictvu. Norma pracovala u pionýrského výrobce bezpilotních letadel Radioplane Company, ale stereotyp ji začal nudit. Z toho ji ale vytrhl armádní fotograf David Conover, považovaný za jejího objevitele. Nafotografoval ji v pracovní kombinéze a posléze nabídl další spolupráci. Když se ale Jim vrátil z války, rozvedli se.

## Začátek kariéry
Sotva dvacetiletá tak začala pózovat známým i méně známým fotografům, ještě jako brunetka se objevila na titulních stránkách magazínů. Její ambice ovšem sahaly dál – toužila hrát. Obcházela castingy, pod různými jmény zkoušela prorazit u Columbia Records a 20th Century Fox, avšak bez úspěchu. Mihla se v několika filmech kategorie B, rozeznat ji lze v komedii bratří Marxů Šťastná láska. Pomohlo jí až setkání s padesátiletým filmovým agentem Johny Hydem, jenž byl snad jedním z mála, který jí věřil a snažil se upřímně pomoci. Jistě, byla za tím láska, ale jak sama později připustila, pouze z jeho strany. Nabízel jí manželství, které by ji jistě katapultovalo mezi elitu Hollywoodu, ona ale odmítla, Johnyho prostě nemilovala. Využila ale jeho kontaktů a získala roli ve filmu Asfaltová džungle renomovaného Johna Hustona.

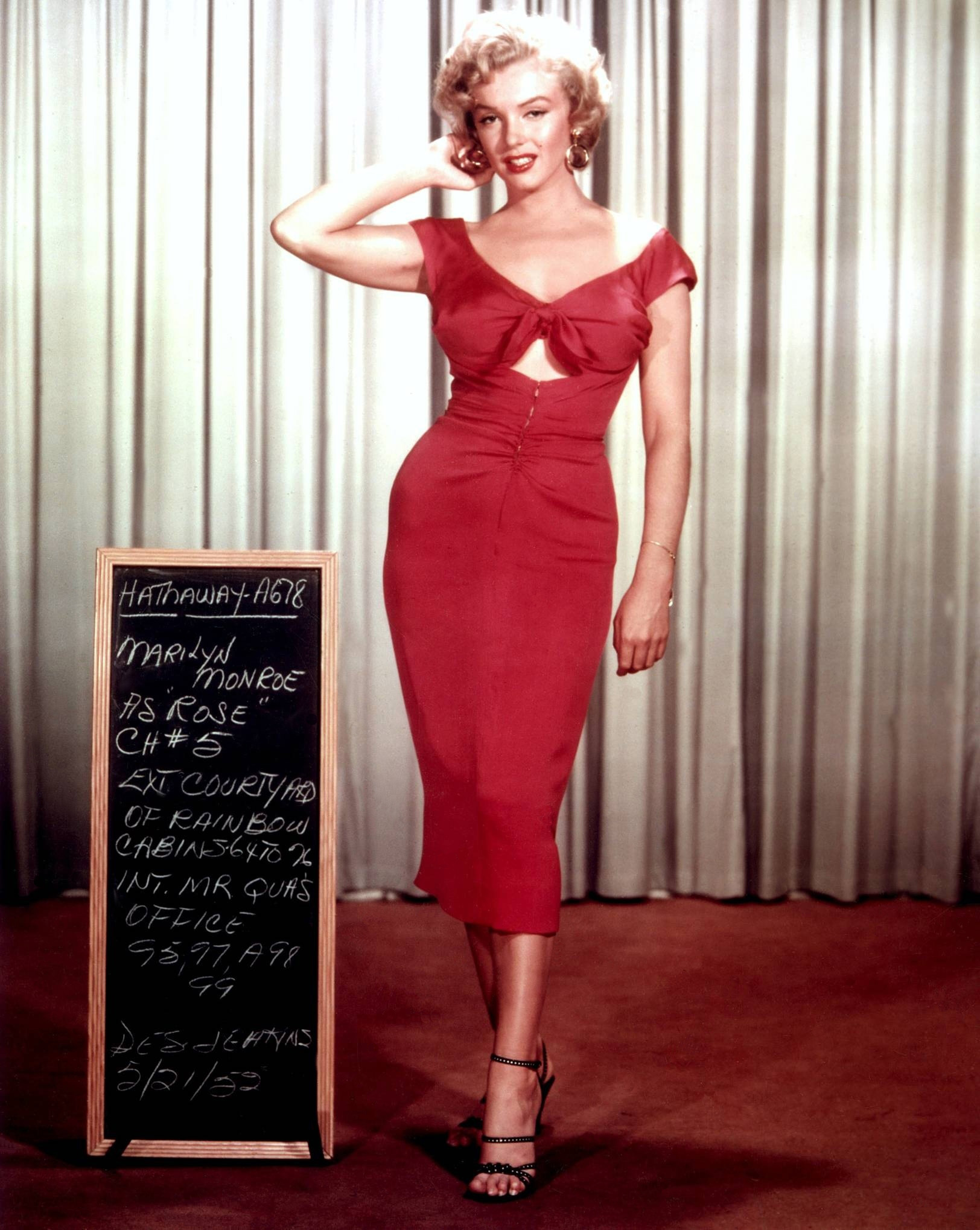
Marilyn Monroe při kostýmových zkouškách k filmu Niagara

Rok 1950 pro ni znamenal vstup do Hollywoodu a smlouvu s filmovým studiem na 75 dolarů týdně. Šéf 20th Century Fox Darryl Zanuck sice nemohl Monroe vystát, ale musel uznat, že diváci si jí začínají všímat a její jméno se začalo objevovat na reklamních plakátech. V letech 1951–1952 vytvořila role ve filmech Vše o Evě, Tak mladý jak se cítíš, Omlazovací prostředek nebo Ve spárech noci, kde na reklamních poutačích svým jménem už zastínila tehdy populární Barbaru Stanwyckovou.
Zlom v kariéře nastal ve fotografiích na svou dobu více než lechtivých. Bylo jí 22, když – jak prohlásila později – měla hlad a potřebovala peníze na auto, kterým jezdila na castingy, tak kývla na nabídku Toma Kellyho pózovat pro umělecké akty. Darryl Zanuck po provalení identity oné dívky z kalendáře zuřil, ženské spolky byly pobouřené její nahotou. Její chytrý komentář k celé záležitosti ale způsobil, že ji ženy litovaly a muži ještě více zbožňovali. Za zmínku stojí ještě jeden moment. Při natáčení filmu Omlazovací prostředek se seznámila s hvězdou baseballového týmu New York Yankees Joem DiMaggio. Téměř dva metry vysoký rodilý Ital se jí vytrvale dvořil.
Ona nadále natáčela a vytvořila dvě zajímavé role. Tou první byla psychopatická vychovatelka dětí Nell ve filmu Neobtěžuj se klepáním. Její krásu nepotlačily ani upjaté šaty, a vyšinutost herečce v tomto ponurém filmu náramně slušela. Henry Hathaway pak měl pro Marilyn ve stole scénář s druhou zajímavou rolí ve filmu Niagara. Tento film jí už ukázal jako hvězdu velkého formátu a v titulcích bylo její jméno na prvním místě. Opět zajímavá role cynické a záletné mladé ženy Rose, která podvádí svého impotentního muže a provokuje ho s každým mužem, kterého potká. Nakonec ji manžel v záchvatu zoufalství a hněvu uškrtí. Diváci to té potvoře přejí a zároveň litují jejího mladého života. Film se vyznačuje nejdelším záběrem ženské chůze v celé kinematografii a herečka si pro natočení scény údajně uřízla podpatek u pravé boty o 1 cm, a získala tím pověstný pohyb boků připomínající pohyb pístů, jak napsal jistý reportér po zhlédnutí filmu. A navíc – poprvé a naposledy měla vyloženě negativní roli. Její Rose byla sebevědomá, cynická, nespoutaná, nevyzpytatelná a zákeřná zároveň.

## Na vrcholu slávy

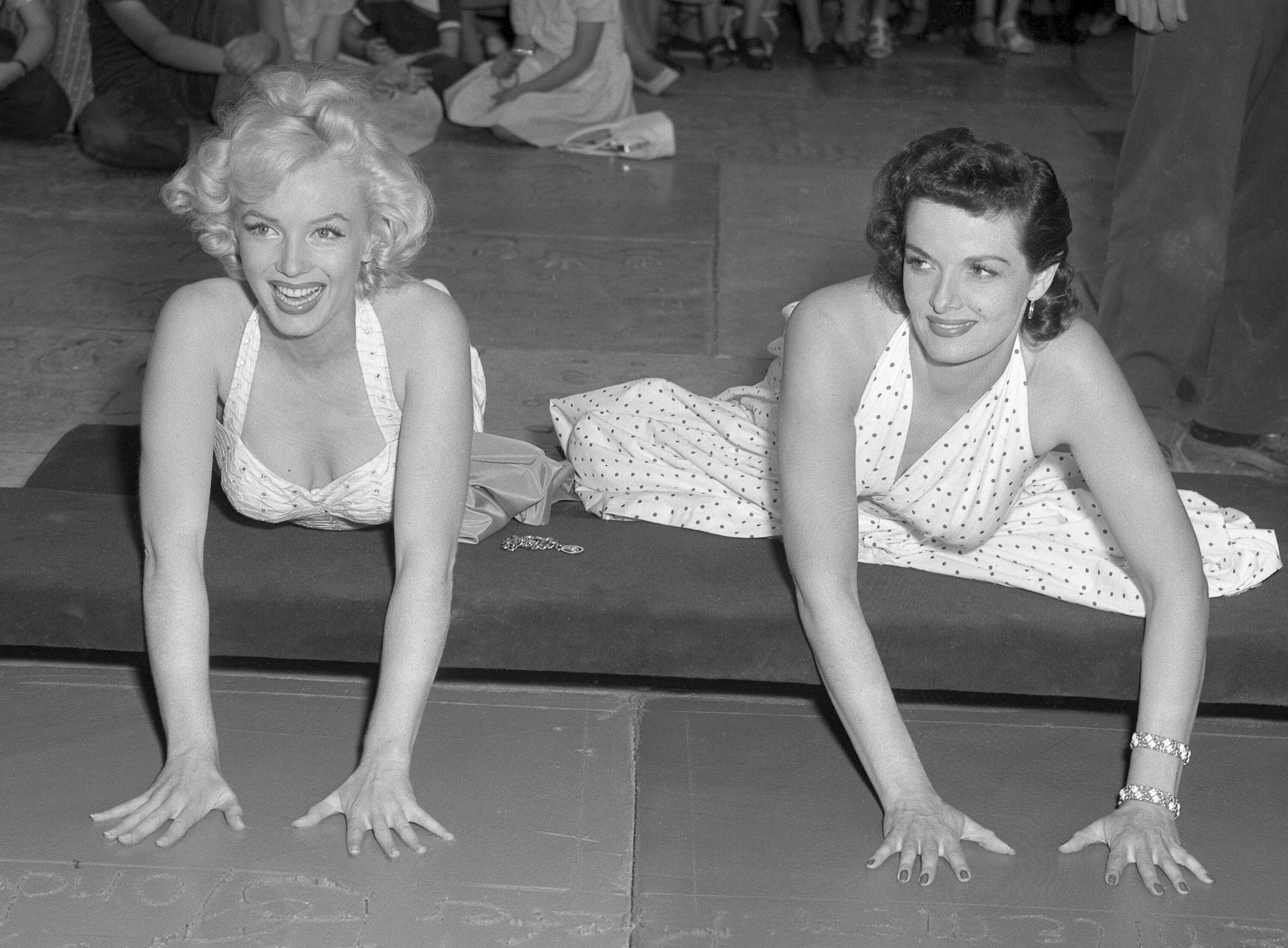
Marilyn Monroe a Jane Russellová zanechávají otisky dlaní v betonu před Graumanovým čínským divadlem

Další filmy jako Páni mají radši blondýnky a Jak si vzít milionáře se již nesly v tradičním duchu dalších jejích rolí atraktivní přihlouplé blondýnky, tolik rozdílné od chladnokrevné Rose z Niagary. Premiéra druhého jmenovaného filmu byla ovšem pompézní korunovací na královnu Hollywoodu.
Ve snímku Páni mají radši blondýnky vytvořila roli naivní a zdánlivě hloupé blondýnky Lorelei Lee, zatímco hollywoodská hvězda Jane Russellová hrála brunetku Dorothy Shaw. Spolu vydělaly studiu pěkné peníze, neboť film se stal nejnavštěvovanějším muzikálem roku 1953. Navíc se z nich staly přítelkyně – Monroe ji vyzvídala, jaké to je mít za manžela sportovce (Jane Russellová měla v té době za manžela Boba Waterfielda, profesionálního hráče amerického fotbalu) a také se znaly ze střední školy. Úspěch filmu jim nakonec vynesl zanechání otisků dlaní a nohou a podpisů v betonu před Graumanovým Čínským divadlem.
Druhý jmenovaný film pojednával o třech mladých modelkách Schatze, Loco a Pole, které si za poslední peníze najmou drahé apartmá v New Yorku a uspořádají hon na milionáře. Jedné se nakonec skutečně podaří milionáře ulovit, zatímco další dvě najdou lásku. Sekundovala zde jiným ženským hvězdám: ve filmu ironické a skeptické Lauren Bacallové a tehdejší blonďaté sexbombě Betty Grableové. Ta se tímto filmem de facto loučila s hollywoodským trůnem, aby jej postoupila právě Monroeové.

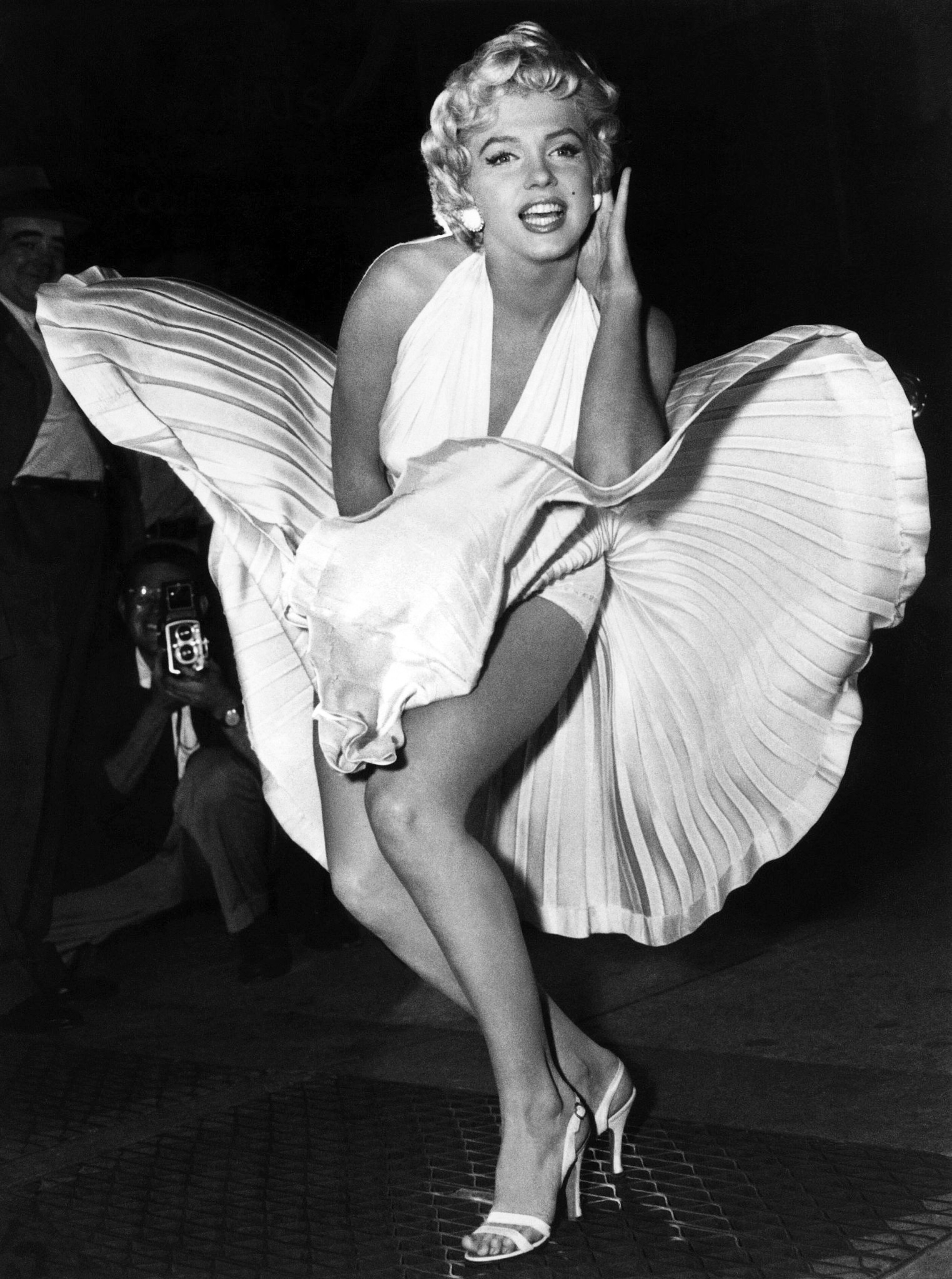
Monroe pózující fotografům ve filmu Slaměný vdovec

Studio pak nečekalo a chtělo navázat na její úspěchy dalším hitem – měl jím být westernově laděný film Řeka bez návratu v režii Otto Premingera. Tímto filmem nebyla nadšená, ale musela splnit závazky vůči Foxu. Ani další film Není nad showbyznys neuspokojoval její představy o jejích filmech, nicméně studio jí přislíbilo roli ve filmu Slaměný vdovec. Za jedinou přednost filmu Není nad showbyznys lze považovat její interpretace písní Irvinga Berlina.
Svatba s Joem DiMaggiem 14. ledna 1954 v San Franciscu a svatební cesta do Japonska a do Koreje pak ale hned předznamenala konec manželství téměř ještě dřív než začalo. Joea pobuřovalo její dráždivé vystupování a styl oblékání, chtěl mít ženu v domácnosti, zatímco ona toužila hrát. Posledním hřebíčkem do rakve jejich manželství bylo natáčení Slaměného vdovce, kde proud vzduchu z podzemní dráhy zvedne její sukni až nad ramena. Ačkoliv se krátce po natáčení po necelých 9 měsících manželství rozvedli, na premiéře filmu 1. června 1955, která se konala v den jejích 29. narozenin, se objevili ještě spolu.

## Útěk do New Yorku
Tak jako kdysi dlouho nevydržela v továrně na padáky, nevydržela ani nápor image hloupé blondýnky. Vadilo jí, že ji nikdo jako umělkyni nerespektuje a trápilo ji, že ji nikdo nepovažuje za skutečnou herečku, ale jen za atraktivní doplněk. Rozčiloval ji také fakt, že je vázaná vůči Foxu krajně nevýhodnou sedmiletou smlouvou, na základě které vydělávala téměř to, co komparsisté (Otázku, proč její právní agenti nikdy nedokázali tuto smlouvu napadnout a herečku zvýhodnit, žádný z životopisců nedokázal rozklíčovat, samotnou smlouvu napadl až Milton Greene, se kterým navázala spolupráci). Byla unavená filmy, které jí v Hollywoodu nabízeli – od roku 1952 šla z filmu do filmu. Doslova tedy uprostřed rozepří se studiem Fox utekla do New Yorku studovat ve věhlasném Actors' Studiu Lee Strasberga. Ponořila se do studia dramatu a psychoanalýzy, seznámila se s newyorskou intelektuální společností, v Actors' Studiu dostala mnoho příležitostí vyzkoušet si divadlo a stala se členem rodiny Strasbergových.

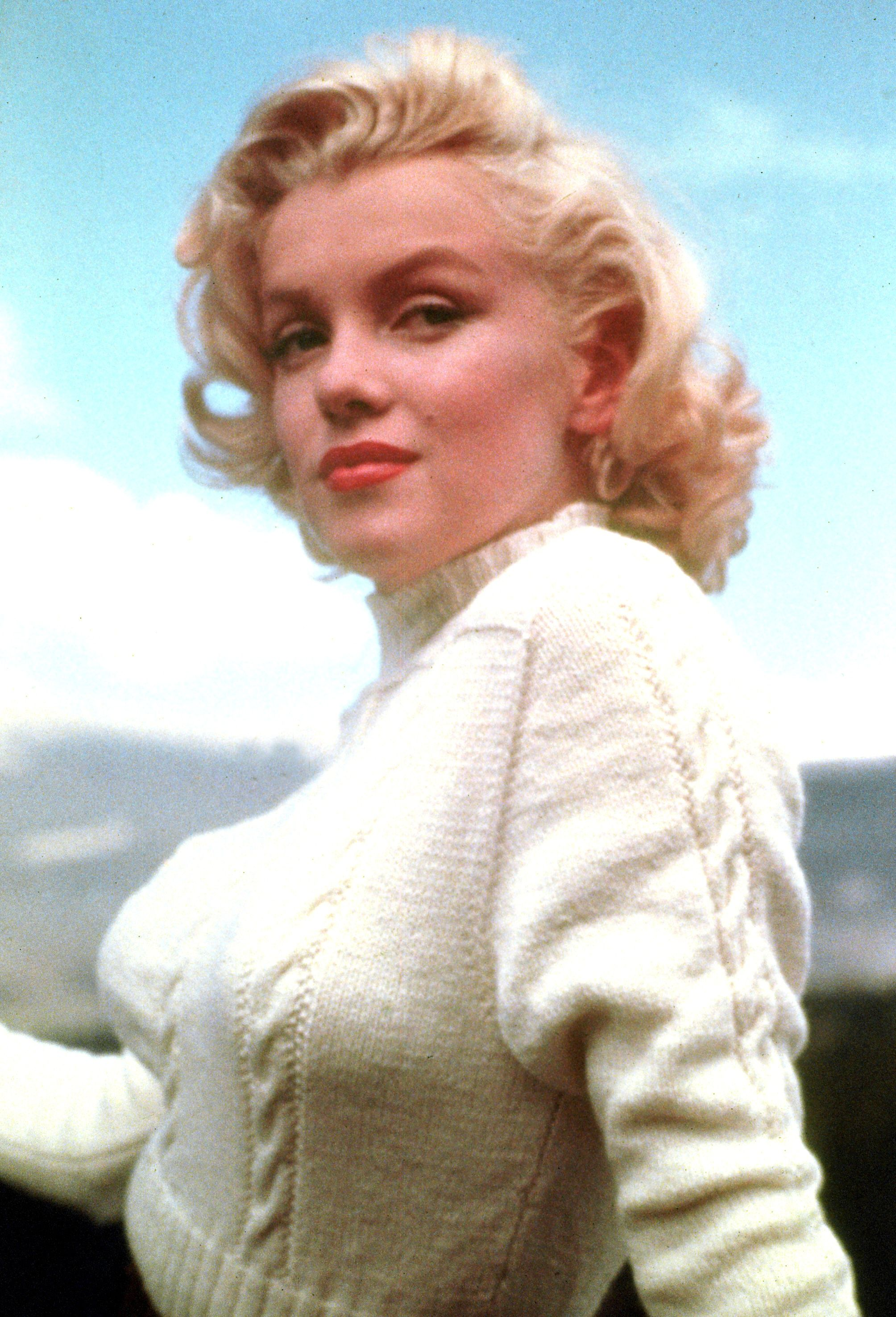
Marilyn Monroe (1953)

Toto období popsala Susan Strasbergová, dcera Lee a Pauly Strasbergových, ve své knize „Marilyn a já“. V New Yorku potkala také fotografa Miltona Greenea, se kterým založila svou vlastní společnost Marilyn Monroe Production na výrobu filmů, čímž se stala průkopnicí a v jejíž produkci pak vznikl film Princ a tanečnice. Snažila se být nezávislá na hollywoodských studiích, která jí vždy nabízela podřadné role ve slabých filmech. Prvním příslibem lepší tvorby měl být film Autobusová zastávka v režii Joshua Logana a již zmíněný Princ a tanečnice (1957), jehož režie se ujal Laurence Olivier a vytvořil s ní zároveň i hlavní roli. To už byla provdaná za Arthura Millera.
| „                | … Ráda bych hrála roli, která něco znamená, co by něco lidem dala, ale můj vzhled tomu odporuje, jsem příliš jednostranný typ … Lidé si zvykli na mou jednostrannost. Cítím, jak se stávají nepřátelští, když se pokouším změnit. Lidé znervózní, když se změníš. Ostatně si myslí, že se změnit nedokážu … Jsou lidé, kteří si přejí, abych propadla. Nemám chuť vidět pak jejich tváře… | “ |
| — Marilyn Monroe | |   |

Studio Fox se ji pak snažilo nahradit záplavou platinově blond hereček s bujnými tvary (Jayne Mansfieldová, Sheree North, Barbara Lang), které ve filmech nosily dokonce kostýmy, jež v ateliérech studia po Monroe zůstaly. Žádná z nich ovšem nikdy nedosáhla takové popularity a úspěchu, jako Marilyn Monroe.

## Život s dramatikem
Arthur Miller kvůli Monroe opustil manželku a dvě děti. Monroe konvertovala k judaismu. Věřila, že sňatkem s vážným a váženým dramatikem si upevní pozici na filmovém poli, zároveň však Arthura milovala. Domnívala se, že stejně jako ona jeho, podpoří i on ji v její touze stát se dramatickou umělkyní. Když Arthura vyslýchal Výbor pro neamerickou činnost, stála mu po boku a veřejně jej podpořila, čímž riskovala svou kariéru. Arthur ale ve svých projevech tak extrovertní nebyl a Marilyn jeho uzavřenost těžce nesla. Po prodělaném potratu (srpen 1957) a nenaplněných představách o hraní se utápěla stále více v depresích, mlčenlivost Arthura tak její pocity osamělosti jen umocňovala. Nesourodý pár tak prošel první krizí. Monroe si dala pauzu v natáčení a zakoupila farmu v Connecticutu, aby Arthur měl kde tvořit. Ten za celé čtyřleté manželství s MM vytvořil pouze scénář k filmu Mustangové a jeho příjmy se tak ztenčily. Když přišla nabídka na natočení filmu Někdo to rád horké, krize mezi nimi se jen prohloubila: Arthur Marilyn přemlouval, aby roli Sugar přijala, ona sama však zuřila, že další roli hloupé ženské, co nerozezná mužské od děvčat, už hrát nebude. A ačkoliv se jí podařilo opět otěhotnět, roli nakonec přijala.

### Někdo to rád horké

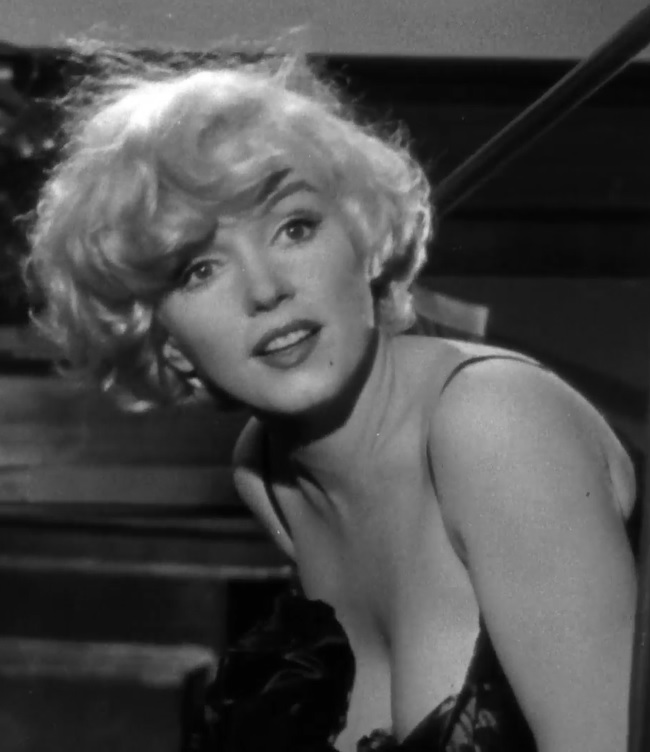
Monroe ve snímku Někdo to rád horké

Natáčet se začalo v roce 1958 na Floridě, ale ona sama nebyla v kondici. Její závislost na uklidňujících prostředcích sice byla – i přes těhotenství – poměrně vysoká, ale aby zachránila dítě, snažila se naopak léky na spaní omezit (důsledkem toho bylo, že často usínala až kolem druhé hodiny ranní), často zvracela a zavírala se ve své šatně. Vzhledem k tomu, že přibrala, cítila se v šatech navržených Ory Kellym směšně (sama řekla, že v nich vypadá jak srandovní tlustá svině), cítila se podvedená Arthurem a celým štábem. Jack Lemmon a Tony Curtis tak čekali v podpatcích a ženských šatech, než se dostavila někdy i po několika hodinách na plac. Nikdo později nevzpomínal na natáčení s nadšením a Monroe o své a Millerovo dítě přišla (paradoxem bylo, že potratila v den slavnostní předpremiéry filmu). Přes všechno utrpení všech herců a režiséra Billy Wildera se film stal absolutním kasovním trhákem roku 1959, v počtu Oscarů jej předčil jen film Ben Hur a za něj v roce 1960 obdržela Zlatý glóbus. V roce 2000 vyhlásil Americký filmový institut film Někdo to rád horké nejlepší komedií století a role Sugar Kane Kowalczyk se stala její nejznámější rolí.

### Mustangové
Po filmu Někdo to rád horké měla pověst nezodpovědné, rozmazlené a nesnesitelné hvězdy. Když tedy pro studio měla natočit další film, nebylo divu, že bylo těžké najít pro ni hereckého partnera. Pro film Milujme se nakonec kývla francouzská hvězda Yves Montand. Už od počátku ale bylo jasné, že film díru do světa neudělá. Světlými momenty filmu jsou její interpretace písní (My heart belongs to my daddy) a pro novináře pikantní vztah MM s Montandem. Jedni se domnívali, že se tak mstí manželovi, druzí tvrdili, že se poblázněně zamilovala a jen těžce nesla, když se Montand po natáčení vrátil ke své manželce Simone Signoretové.

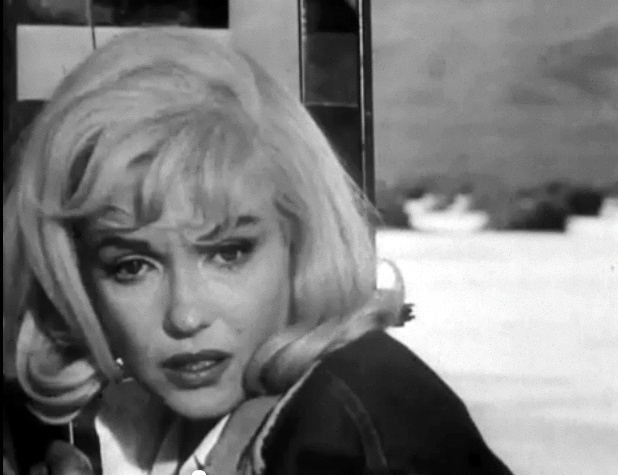
Monroe ve filmu Mustangové z roku 1961

Film Mustangové vznikal v nepříznivé atmosféře. Vystupovali v něm výteční herci jako Clark Gable, Montgomery Clift nebo Eli Wallach, navíc pod režijní taktovkou Johna Hustona. Mezi Monroeovou a Arthurem panovalo napětí, natáčelo se ve žhavé Mohavské poušti, šedesátiletý Clark Gable odmítl dubléra a fyzicky náročné scény natáčel sám. Jí pak kladli za vinu, že natáčení brzdí. Natáčet se začalo, aniž by byl scénář plně dokončen, herečka tak přepracované verze dostávala často večer a učit se musela přes noc na úkor spánku a režisér John Huston holdoval hazardním hrám v místních kasinech, jak uvádí Donald Spoto v knize „Marilyn Monroe“… Mezi Monroe a jejím idolem z dětství Gablem však vznikl hezký přátelský vztah a Gable trpělivě čekal, až vyleze ze své šatny a odříká text. Uprostřed natáčení však musela být opět hospitalizována na celkové vyčerpání organismu a 10 dní se zotavovala v Los Angeles. Susan Strasberg jí ve své knize cituje: Stěžovala si prý, že jí neposkytli volno mezi natáčením, jak si přála. Více než půl roku tančila a zpívala ve snímku Milujme se a ve svých 34 letech už podle jejích slov nedokázala tak flexibilně od muzikální komedie přejít na náročné téma filmu Mustangové.
Melancholické drama podle Millerova scénáře však nesplnilo její očekávání a film u diváků propadl, kritika reagovala také velmi vlažně. Navíc pár dní po dokončení filmu Clark Gable zemřel na infarkt myokardu a jeho mladá manželka v médiích obvinila Monreovou, že při natáčení svým chováním způsobila jejímu muži napětí, které nevydržel. Zdrcená se stáhla do ústraní, její manželství s Millerem skončilo. V lednu 1961 jí pak její lékařka nechala umístit na kliniku Paynea Whitneyho. To se však ukázalo jako fatální lékařské pochybení: byla umístěna na patro pro nejtěžší případy do vypolštářované cely bez oken a dveří. Její zoufalé prosby o pomoc nikdo nevyslyšel, jen Joe DiMaggio přispěchal z Floridy a zajistil její přeložení na Columbia Presbyterian Medical Center, kde se z hrůzného zážitku zotavila.
V rozhovoru s Davidem Connoverem, který Monroe občas při natáčení navštěvoval, mu o Mustanzích a Millerovi řekla:
Měl to být NÁŠ film, ale Arthur mě využil pouze k tomu, aby si zase získal dobrou pověst. To mu nikdy nezapomenu. Změnil scénář a ten už není určen mně, zabývá se pouze muži … ta holka (Roslyn – role Marilyn) je jenom přívažek a už to nejsem já. Miller dovolil Hustonovi, aby ten film zničil.
Sandra Shevey, Skandál jménem Marilyn, str. 379

## Zdravotní stav
V souvislosti s problémy při natáčení, které měla nebo sama způsobovala, se také hovořilo o jejím zdravotním stavu. Nikdy nebyla fyzicky ani psychicky odolná a vzdorovat napětí a tlaku, který s sebou život v hollywoodské branži nese, ji vysilovalo. V roce 1951 prodělala akutní zánět slepého střeva, v 27 letech jí diagnostikovali endometriózu, která jí způsobovala velké předmenstruační a menstruační bolesti, nehledě na fakt, že kvůli ní nikdy nedonosila dítě. Tradovalo se o nespočetných potratech, které prodělala, faktem je, že v manželství s DiMaggiem potratila jednou a v manželství s Millerem se jednalo dvakrát o mimoděložní těhotenství. Mnohokrát prodělala gynekologické zákroky, které měly napravit její ženské potíže a umožnit jí přijít do jiného stavu a dítě donosit. Ve své pracovní smlouvě měla dokonce od r.1956 dodatek, že v době menstruace nebude natáčet ani stát modelem pro propagační materiály studia. Počátkem roku 1962 jí byl po žlučníkovém záchvatu odoperován žlučník.
Někteří životopisci vyslovili názor, že trpěla Menièrovou nemocí, jejíž léčba vyžadovala pravidelný a střídmý jídelníček, vyloučení alkoholu, kofeinu a cigaret, což při životním stylu Monroe bylo dosti obtížné. Tato nemoc jí měla způsobovat nedoslýchavost, dyslexii a možná jejím důsledkem bylo to, že při natáčení posledního filmu podle lidí ze studia vypadala „mimo“ a několikrát nechápala (neslyšela) pokyny režiséra. Mathew Smith, autor knihy Oběť, se dále pozastavil nad tím, že nikdy nikdo hlouběji neřešil fakt, kdy jí studiový lékař odhalil hyperglykemii.
Trpěla i chronickou nespavostí, kterou okomentoval i choreograf Jack Cole, jenž ji vedl při natáčení Blondýnek, když řekl: „Ptáte-li se, proč byla nervózní a chodila pozdě, odpovědí je, že jí chyběl zdravý spánek. Mnohdy přišla do studia úplně grogy se slovy, že se necítí dobře.“ Pro psychickou labilitu, dědičné zatížení k psychickým poruchám a únavu z toho všeho plynoucí byla v poměrně těžké situaci – studioví bossové ji označovali za hypochondra, ona ale měla zřejmě dost pádných důvodů k tomu si stěžovat a věnovat se svému zdraví.
Norman Mailer o ní napsal: „Měla nemanželský původ na straně jedné a celý rodokmen šílenství na straně druhé.“ Zážitky z jejího traumatizujícího dětství se pak jako bumerang vrátily v pozdějším věku v podobě psychických poruch a dyslexie, která ji značně obtěžovala při učení se scénářů. Hollywood 50. a 60. let nahrával všem psychiatrům a psychoanalytikům, kteří bohatli na nemocných duších filmových hvězd a Monroe nebyla výjimkou. Její špatný zdravotní stav samozřejmě lákal k výdělku a slávě jako lampa přitahuje můry. Její psychiatr Ralph Greenson byl také několikrát obviněn, že překročil svým chováním vůči ní vztah lékaře a pacientky a nesl podíl na její tragické smrti, neboť jí nezodpovědně a naivně předepisoval velké množství léků, aniž by ale věděl, že herečka dostává jiné prostředky na spaní od jeho kolegy (a nejen od něho)! Dokonce se vynořily názory, že jí záměrně zabraňoval v boji proti závislosti na barbiturátech, aby o svoji milovanou (a zároveň velice slavnou a bohatou) pacientku nepřišel. Podle Donalda Spota Greenson dokonce sehnal internistu, Hymana Engelberga, který herečce předepisoval léky, aby Greenson, jakožto psychiatr, neměl s přímým předepisováním léků co do činění.
Právě na jeho doporučení si zakoupila haciendu v mexickém stylu v Brentwoodu na 5th Helena Drive jen kousek od domu Greensona, na prahu domu stál nápis „Zde končí má pouť“, který má ve vztahu k ní přímo osudový význam. Byla nadšená, po letech v pronajatých apartmánech měla konečně svůj vlastní dům a útočiště. Propadla jeho zařizování a zvelebování přilehlého pozemku s bazénem. Dům se tak podle mnohých životopisců také stal svědkem několika jejích schůzek s bratry Kennedyovými.

## Něco musí ustoupit
Přijala roli ve filmu Něco musí ustoupit a kývla na nabídky magazínů Vogue a Cosmopolitan pro vytvoření série fotografií. Bert Stern s ní pak v červnu 1962[[john d vytvořil zajímavé akty, Richardu Merymanovi z magazínu Life poskytla rozhovor (poslední ve svém životě) na téma sláva, doprovázený fotografiemi význačného fotožurnalisty Allana Granta, kterému dala svolení fotografovat ji v jejím novém, ne ještě kompletně zařízeném domě. Poslední měsíce jejího života se nesly spíše v duchu plného pracovního nasazení (sezení u fotografů: Douglas Kirkland, Willy Ritzo, George Barris, Ed Feingersh, Bert Stern…, poskytování rozhovorů, jednání o nových filmových projektech, účast na oslavě 45. narozenin JFK, atd…) než úpadku filmové hvězdy, která nedostávala žádné pracovní nabídky a bojovala s depresemi stárnoucí herečky, jak se vyjadřovala některá média. Z dopisu z prosince 1961 Lee Strasbergovi dokonce vyplývá, že se Monroe nevzdala myšlenek na vlastní produkční společnost, kde zamýšlela do jedné z vedoucích pozic obsadit právě Strasberga a navázat tak na své studium herectví a divadelní zkušenosti z New Yorku.

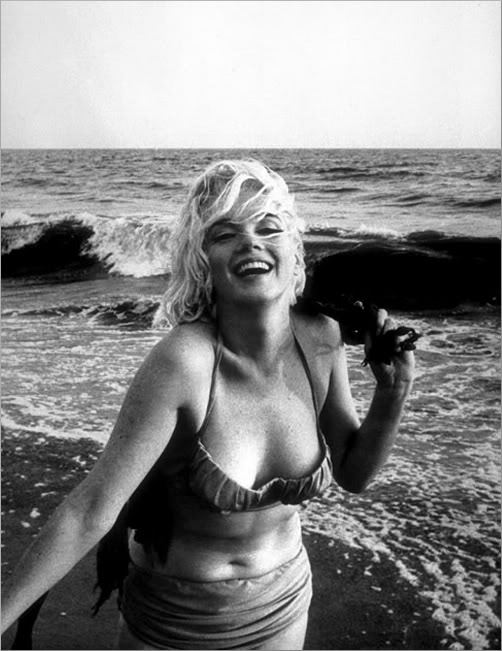
Monroe na snímku G. Barrise z kolekce pro časopis Cosmopolitan, červen 1962

Natáčení filmu Něco musí ustoupit se ale neslo v duchu boje mezi Monroe a Georgem Cukorem, který film režíroval. Nelíbil se jí scénář, nicméně natáčení okořenila bazénovou scénou, pro kterou odhodila i plavky tělové barvy. Ve studiu byli ponecháni pouze dva fotografové – William Billy Woodfield z Globe Photos a Lawrence Schiller, který ji fotografoval již při natáčení filmu Milujme se! Nahá po čtrnácti letech se tak dostala na titulní stránky všech časopisů, které za její nahé fotky zaplatily nevídané sumy (Playboy dokonce 25 000 dolarů, ovšem Hugh Hefner nestihl v Playboyi fotografie nahé zveřejnit ještě za jejího života. Když zemřela, Heffner z úcty k herečce počkal celý rok a paradoxně byly fotografie uveřejněny v týden, kdy byl v Dallasu zastřelen JFK). Z třiceti natáčecích dní však nebyla přítomna celých 21, navíc si vzala volno, aby zazpívala prezidentovi Kennedymu na oslavě jeho 45. narozenin v Madison Square Garden v květnu 1962. Šaty od francouzského návrháře Jeana Louise za tehdy neuvěřitelných 12 000 dolarů nenechaly nikoho na pochybách, že je pod nimi nahá a svým zpěvem jasně dala najevo, že mezi ní a prezidentem existuje víc než jen přátelství.
Pro studio Fox byla událost s New Yorkem poslední kapkou, nejdříve Monroe zažalovalo, poté propustilo a nahradilo ji o devět let mladší herečkou Lee Remickovou, začaly pak boje mezi ní a studiovými právníky. Její partner z filmu Dean Martin se do sporů vložil s prohlášením, že ve své smlouvě má uvedeno, že natáčet bude s Marilyn Monroe, nikoliv s Lee Remick a studio naopak zažaloval on. Do soudních tahanic vkročil i scenárista filmu Nunnally Johnson s jasným tvrzením, že do kin diváky nepřitáhne a pokladny nenaplní George Cukor, nýbrž Marilyn Monroe a tak po dvou měsících bojů studio ustoupilo a naopak jí nabídlo nejen výměnu režiséra a nový scénář,jak si přála, nýbrž i lepší peníze (herečka hodlala požadovat sumu desetkrát vyšší než byl její příjem za film, který činil 100 000 dolarů). Je třeba si uvědomit, že studio 20th Century Fox se v té době potýkalo s ohromnými finančními potížemi, neboť natáčelo velkofilm Kleopatra, jehož hvězda Liz Taylorová měla vysoké finanční požadavky. Hollywoodská studia jako komplex zažívala na počátku 60. let úpadek způsobený nástupem televizí do domácností Američanů a naplnit tak pokladny kin bylo stále těžší, čemuž studia jako 20th Century Fox mohla jen těžko konkurovat, a dále bortícím se studiovým systémem smluv, které herce často zavazovaly k dlouholetým závazkům ke studiím, kdy museli hrát i v podřadných filmech za nízké peníze bez nároků na procenta ze zisku. Právě na zhroucení tohoto systému měly podíl nejen Marilyn Monroe, ale i Liz Taylorová.

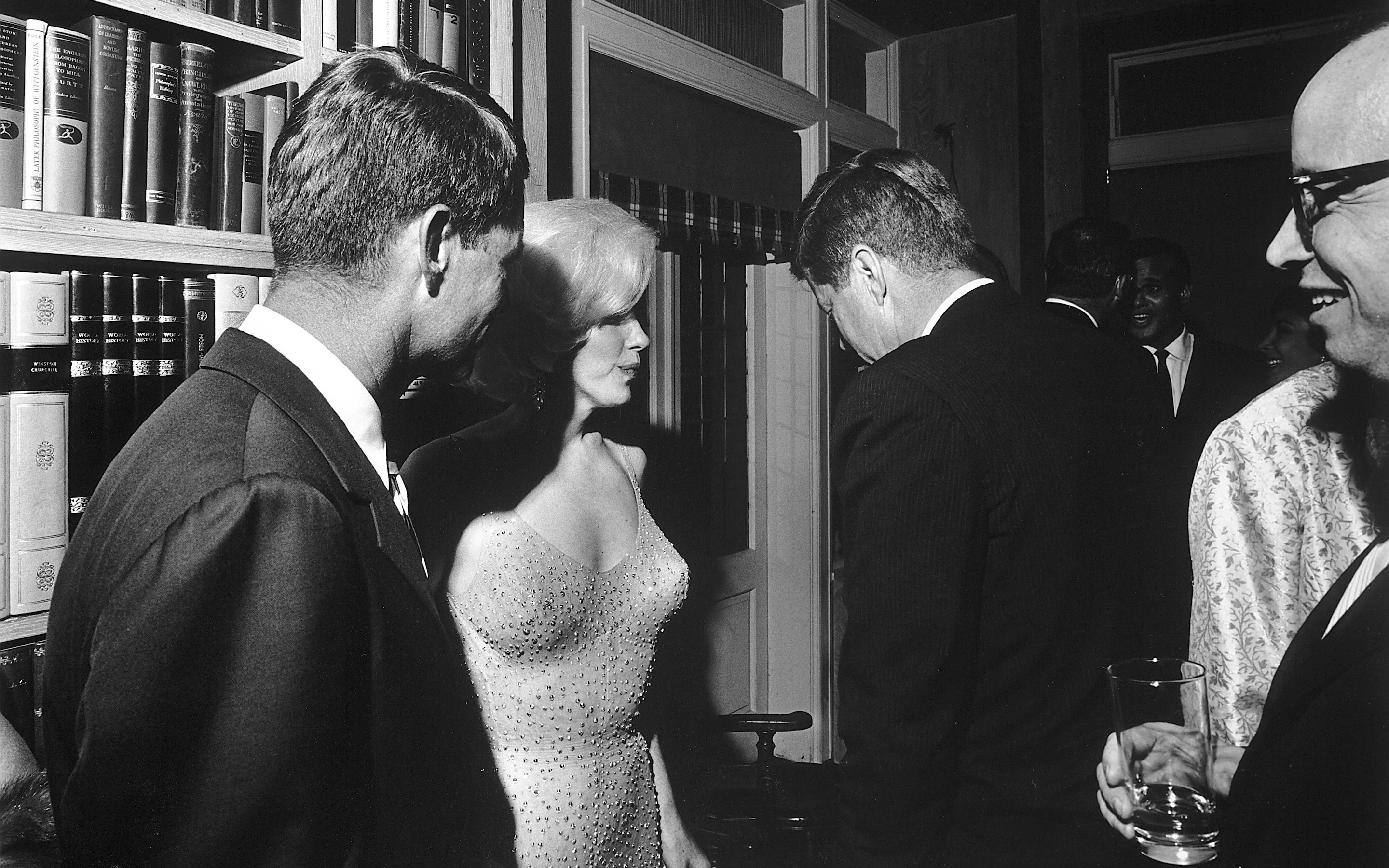
Monroe s bratry Kennedyovými po narozeninové oslavě v Madison Square Garden, květen 1962, foto: Cecil W. Stoughton

I přes spory s vedením Foxu ovšem Marilyn Monroe nezahálela. Něco musí ustoupit měl být jejím posledním filmem pro Fox a smlouvu měla v úmyslu dodržet, těšila se ale už na spolupráci na muzikálu „V Brooklynu roste strom“ (o které jednala se slavným Gene Kellym, podle jiných zdrojů měl mužskou roli sehrát Frank Sinatra) a muzikálovou komedii „I Love Luisa“, ve které jí měl sekundovat opět Dean Martin a která se měla začít natáčet zkraje roku 1963 (hlavní roli pak skutečně sehráli Dean Martin s Robertem Mitchumem a Paulem Newmanem a v roli zamýšlené pro Monroeovou se objevila Shirley MacLaine, film byl do distribuce předán v roce 1964 pod názvem „What a Way to Go!“), počítalo se s ní do hlavní role životopisného filmu Jean Harlow Story, jejího idolu Jean Harlowové  (15. července 1962 Monroe dokonce navštívila matku Jean Harlow, přezdívanou „Mama Jean“ Bell, aby s ní projednala spolupráci a možné konzultace při natáčení životopisného filmu o její dceři, slavné „Baby Jean“). Kasina a herny v Las Vegas jí nabízely za sólová vystupování 100 tisíc dolarů týdně (tedy to, co dostala u Foxu za celý film), na počátek září plánovala navštívit Washington Theater (opět nové šaty od Jeana Louise, tentokrát za 6 tisíc dolarů), hovořilo se o obnovení jejího vztahu s Joem DiMaggiem. Měla novou chuť do života a těšila se na budoucnost.

## Úmrtí a pohřeb
Smrt Marilyn Monroe 4. srpna 1962 byla ohlášena v ranních hodinách 5. srpna. Našli se tací, kteří její konec předvídali, neboť se již v minulosti ocitla na tenké hranici mezi životem a smrtí a teorii sebevraždy podporovali. Byli ale i ti, kteří věřili, že Monroe si na život nesáhla, že nebyla sebevražedný typ. Teorie o vraždě tajnými službami či bratry Kennedyovými se nikdy oficiálně nepotvrdily, leč mnoho životopisců (Norman Mailer, Robert F. Slatzer, Mathew Smith, Anthony Summers, Donald Wolfe, Donald Spoto aj.) vyjádřilo nesouhlas s oficiální verzí, poukazovali na nesrovnalosti ve vyšetřování a na množství chloralhydrátu v krvi a nembutalu v játrech, jak vykazovala pitevní zpráva. Významnou roli sehrál nejen dr. Greenson, který nikdy neřekl celou pravdu, ale i její hospodyně Eunice Murray a i osobní lékař dr. H. Engelberg, kteří nikdy nemuseli vypovídat pod přísahou, měnili výpovědi a podávali odlišná svědectví. Dr. Ralph Greenson, který policii jako první řekl, že spáchala sebevraždu, nakonec jen několik dní po jejím skonu v privátním rozhovoru s asistentem koronera J. Minerem svůj názor zcela změnil a řekl mu, že si život nevzala. 

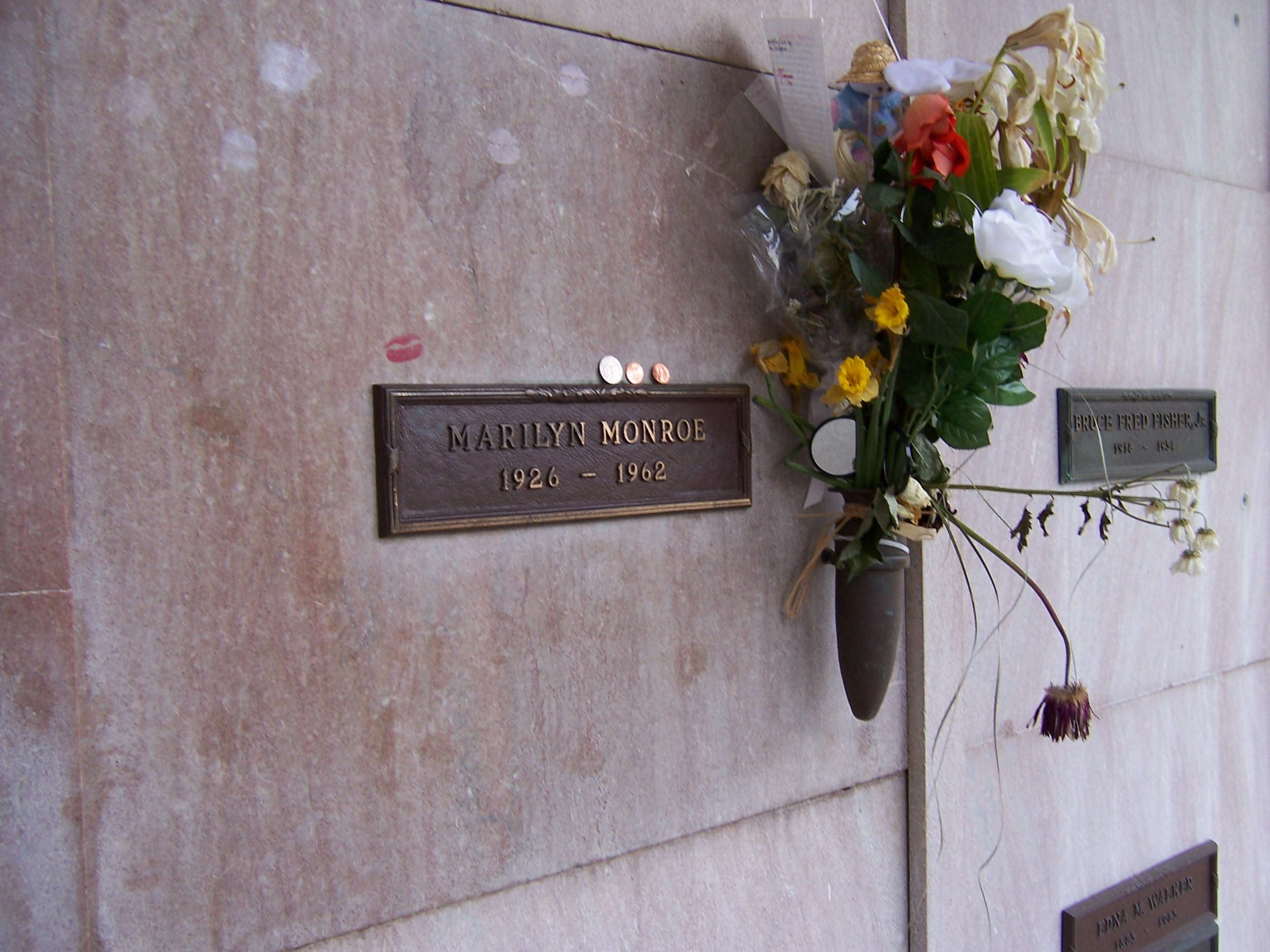
Krypta Marilyn Monroe

Donald Spoto ve své knize Marilyn Monroe Greensona dokonce pokládá za viníka její předčasné smrti, neboť vlivem špatné koordinace lékařských předpisů jeho a Engelberga (který jí předepsal Nembutal bez vědomí Greensona, přičemž ten se ji snažil zbavit závislosti na Nembutalu přechodem na jinou látku – chloralhydrát) a fatálnímu podání chloralhydrátu, který v kombinaci s Nembutalem vydaným na předpis Engelberga měl způsobit smrt Marilyn Monroe. Oproti tomu Mathew Smith její smrt předkládá jako vraždu, za kterou stála odloučená frakce CIA s cílem zkompromitovat rodinu Kennedyů a zbavit je tak jejich politického a obchodního vlivu. Vyšetřování její smrti ovšem bylo podezřele rychlé a 27. srpna 1962 učinil koroner (soudní lékař) okresu Los Angeles dr. Theodore Curphey závěrečné ohlášení pro veřejnost, že „smrt nastala akutní otravou barbituráty a jednalo se pravděpodobně o sebevraždu“.
Pohřeb a rakev obstaral Joe DiMaggio společně se starší nevlastní sestrou Monroe Berniece Baker Miracle a obchodní manažerkou Inez Melson. DiMaggio celou noc před pohřbem, na který nepozval ani jednu z hvězd, proplakal v kapli u její rakve. Zařídil, aby i po smrti vypadala krásně, jak si přála, a zavolal jejího maskéra a přítele Whiteyho Snydera, aby upravil obličej poničený prací patologa. Oblečena byla do zelenkavých šatů od Pucciho v barvě šampaňského, které poslední týdny ráda nosila. 20 let pak Joe nechával na její hrob ve Westwood Village Memorial Park posílat 3× do týdne rudé růže (ty objednával v Parisian Florist na Sunset Bvld), nikdy se již neoženil a na rozdíl od ostatních – ať již skutečných či domnělých milenců a manželů – nevytahoval pikantnosti z jejich společného života. Když roku 1965 stál v zástupu uznávaných baseballistů, kterým na newyorský stadion Yankees přijel podat ruku Robert Kennedy, ustoupil o krok zpět a Kennedymu ruku nepodal. A když v roce 1999 umíral, údajně pronesl: „Konečně zas uvidím Marilyn“.

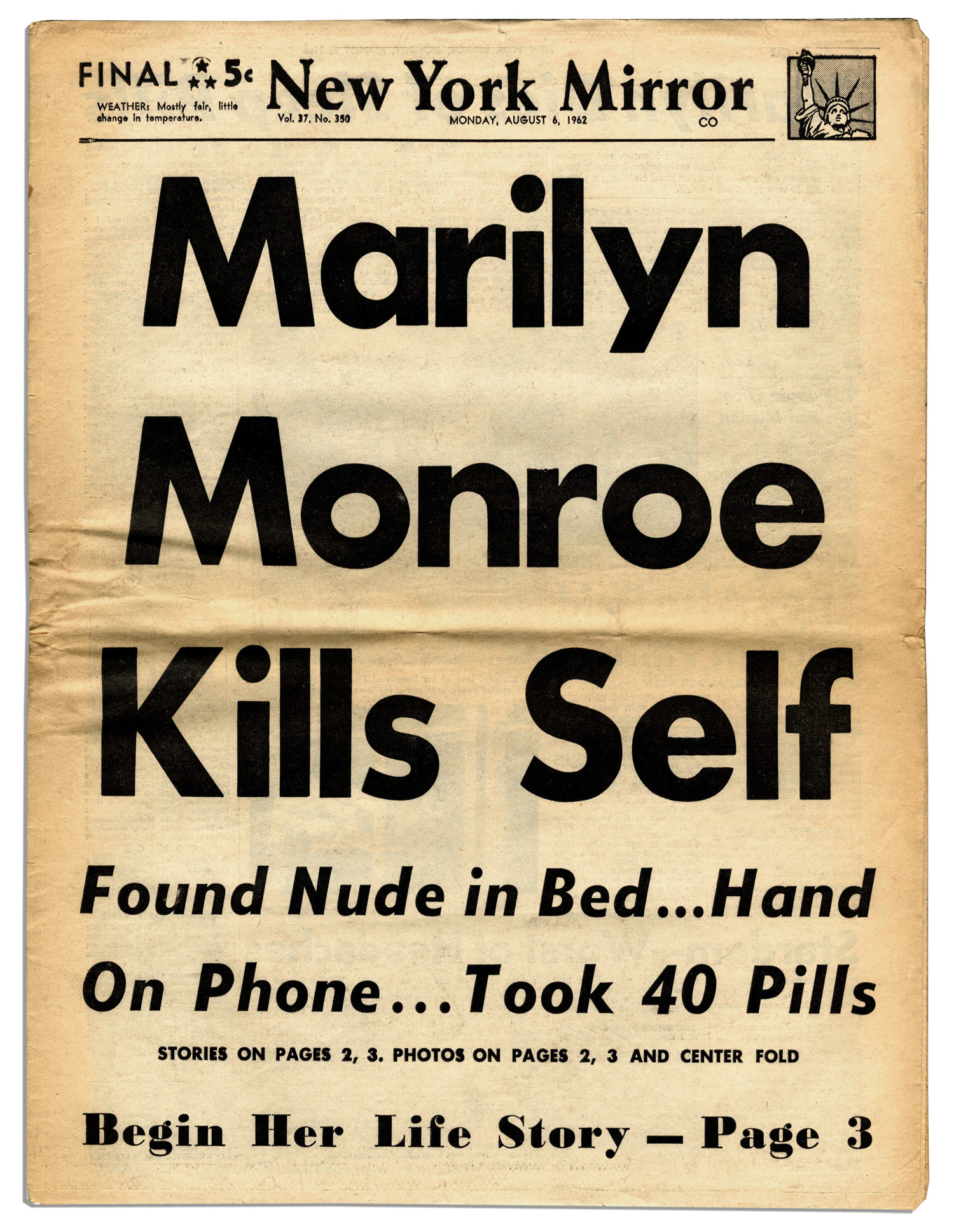
Titulní strana deníku New York Mirror z 6. srpna 1962 referující o smrti Monroeové

Původně měli manželé odpočívat vedle sebe – DiMaggio zakoupil dvě krypty ve Westwood Village Memorial Park Cemetery, ale v roce 1954, po rozvodu, svou kryptu prodal milionáři Richardu Poncherovi. V roce 1964 pak bývalý manžel Arthur Miller napsal hru Po pádu, která nesla výrazné autobiografické prvky a líčila jeho manželství s herečkou. Kritika i diváci ji ale nepřijali, odsoudili ji jako zradu na Monreové.
Celkem 20 let po jejím skonu se pokusil asistent koronera John Miner za pomoci přítele MM a novináře Roberta Slatzera v roce 1982 znovuotevřít vyšetřování její smrti s poukazem na mnoho nesrovnalostí, jako byla likvidace vzorků a stěrů pořízených při pitvě Monroeové, nedokončená toxikologická zkoumání, záhadné zmizení Minerovy zprávy vyšetřovatelům atd. Nejvyšší státní zástupce okresního úřadu státu Kalifornie ovšem nové vyšetřování předčasně ukončil s tím, že „nejsou žádné důvěryhodné důkazy podporující teorii vraždy“. John Miner, který zemřel v únoru 2011, však ještě v roce 2005 stihl zveřejnit přepis nahrávek Marilyn Monreové jejímu psychoanalytikovi Ralphu Greensonovi v Los Angeles Times. O kazetách se zmiňuje již Robert Slatzer ve své knize Případ Marilyn doopravdy z roku 1992 (kniha novináře Roberta Slatzera byla často kritizována jako snůška nepodložených informací. Sám R. Slatzer si měl kariéru údajně založit na pár společných snímcích s herečkou z doby, kdy se jako student naskytl u natáčení filmu Niagara a ona se s ním jako s fanouškem vyfotografovala. Robert Slatzer pak nejen ve své knize, ale i v několika televizních pořadech tvrdil, že s ní byl krátce ženatý před jejím sňatkem s Joe DiMaggiem.), obsah ale tehdy neznal. Jejich část pak pro svou knihu Oběť použil i M. Smith, podporující taktéž teorii vraždy. Monroe v nich s důvěrou ke svému lékaři mluví o intimních problémech a pocitech, ale také o touze stát se uznávanou charakterní herečkou, o svých profesních plánech do budoucna, dále o lesbické zkušenosti s Joan Crawfordovou a o svých mužích. Vzhledem k časovému rozmezí mezi pořízením nahrávek a její smrtí se Miner (a M. Smith) domníval, že herečka si na život sama nesáhla, což měl potvrzovat názor jejího psychoanalytika Ralpha Greensona.

## Filmografie
| rok  | název filmu v češtině     | název filmu v originále                | role                   | režie                  | poznámky                                                        |
| ---- | ------------------------- | -------------------------------------- | ---------------------- | ---------------------- | --------------------------------------------------------------- |
| 1947 | Nebezpečná léta           | Dangerous Years                        | Evie                   | Arthur Pierson         |                                                                 |
| 1948 | Pluj!                     | Scudda Hoo! Scudda Hay!                | Betty                  | Frederick Hugh Herbert |                                                                 |
| 1948 | Sboristky                 | Ladies of the Chorus                   | Peggy Martin           | Phil Karlson           | První hlavní role                                               |
| 1949 | Šťastná láska             | Love Happy                             | Grunionova klientka    | David Miller           |                                                                 |
| 1950 | Lístek do Tomahawku       | A Ticket to Tomahawk                   | Clara                  | Richard Sale           |                                                                 |
| 1950 | Asfaltová džungle         | The Asphalt Jungle                     | Angela Phinlay         | John Huston            | První role ve velkofilmu                                        |
| 1950 | Vše o Evě                 | All About Eve                          | Slečna Claudia Caswell | Joseph L. Mankiewicz   |                                                                 |
| 1950 | Kulový blesk              | The Fireball                           | Polly                  | Tay Garnett            |                                                                 |
| 1950 | Pravý hák                 | Right Cross                            | Dusky Ledoux           | John Sturges           |                                                                 |
| 1951 | Příběh z rodného města    | Home Town Story                        | Iris Martin            | Arthur Pierson         |                                                                 |
| 1951 | Tak mladý, jak se cítíš   | As Young as You Feel                   | Harriet                | Harmon Jones           |                                                                 |
| 1951 | Hnízdečko lásky           | Love Nest                              | Roberta Stevens        | Joseph Newman          |                                                                 |
| 1951 | Udělejme to legálně       | Let's Make It Legal                    | Joyce Mannering        | Richard Sale           |                                                                 |
| 1952 | Ve spárech noci           | Clash by Night                         | Peggy                  | Fritz Lang             |                                                                 |
| 1952 | Nejsme svoji              | We're Not Married!                     | Annabel Jones Norris   | Edmund Goulding        |                                                                 |
| 1952 | Neobtěžuj se klepáním     | Don't Bother to Knock                  | Nell Forbes            | Roy Ward Baker         | První hvězdná role                                              |
| 1952 | Omlazovací prostředek     | Monkey Business                        | Slečna Lois Laurel     | Howard Hawks           |                                                                 |
| 1952 | O. Henryho plný dům       | O. Henry's Full House                  | Procházejí po ulici    | Henry Koster           | Také překládáno „Vánoční dárek“                                 |
| 1953 | Niagara                   | Niagara                                | Rose Loomis            | Henry Hathaway         | Její průlomový film                                             |
| 1953 | Páni mají radši blondýnky | Gentlemen Prefer Blondes               | Lorelei Lee            | Howard Hawks           | nominace na Zlatý Glóbus                                        |
| 1953 | Jak si vzít milionáře     | How to Marry a Millionaire             | Pola Debevoise         | Jean Negulesco         |                                                                 |
| 1954 | Řeka do nenávratna        | River of No Return                     | Kay Weston             | Otto Preminger         |                                                                 |
| 1954 | Není nad showbyznys       | There's No Business Like Show Business | Victoria Hoffman       | Walter Lang            |                                                                 |
| 1955 | Slaměný vdovec            | The Seven Year Itch                    | Holka                  | Billy Wilder           | Je zde její ikonická scéna s nadzvednutými šaty                 |
| 1956 | Autobusová zastávka       | Bus Stop                               | Cherrie                | Joshua Logan           | Také překládáno „Zastávka v Kansasu“                            |
| 1957 | Princ a tanečnice         | The Prince and the Showgirl            | Elsie Marina           | Laurence Olivier       | Produkce se poprvé a naposledy ujala Marilyn Monroe Productions |
| 1959 | Někdo to rád horké        | Some Like It Hot                       | Sugar Cane Kowalczyk   | Billy Wilder           | Její největší hit, Vyhrála Zlatý Glóbus                         |
| 1960 | Milujme se                | Let's Make Love                        | Amanda Dell            | George Cukor           |                                                                 |
| 1961 | Mustangové                | The Misfits                            | Roslyn Taber           | John Huston            | scénář napsal její tehdejší manžel Arthur Miller                |
| 1962 | Něco musí prasknout       | Something's Got to Give                | Ellen Wagstaff Arden   | George Cukor           | nedokončeno kvůli úmrtí Monroe                                  |

### Galerie

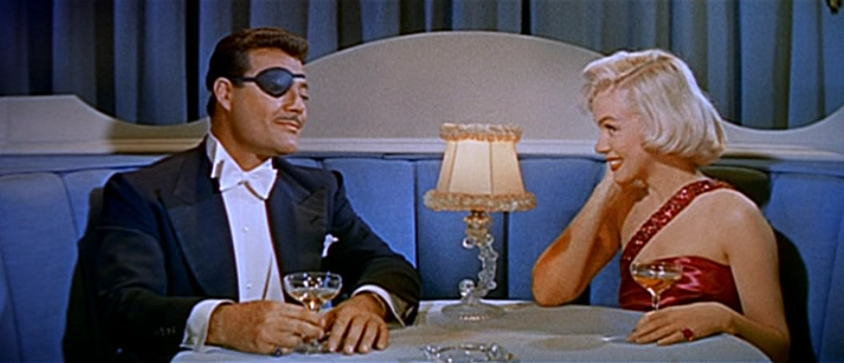
Alexander D'Arcy a Monroe ve filmu Jak si vzít milionáře
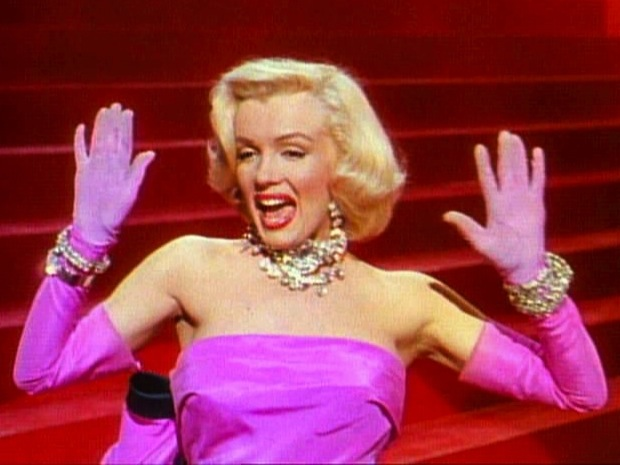
Monroe ve filmu Páni mají radši blondýnky
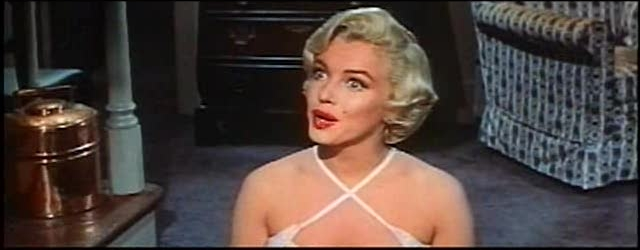
Monroe ve filmu Slaměný vdovec
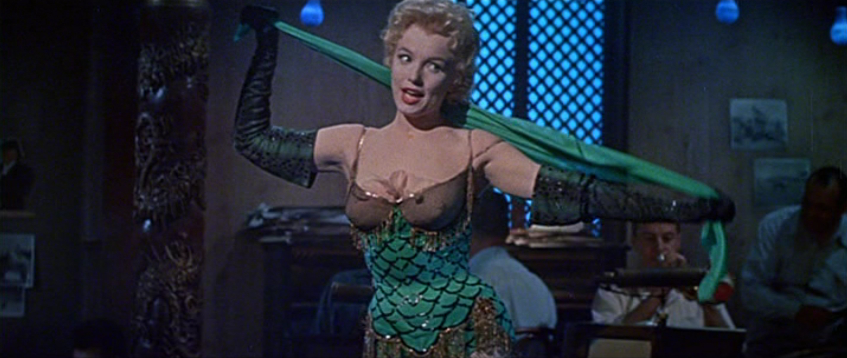
Monroe ve filmu Autobusová zastávka

## Ceny a nominace
| rok  | cena                         | kategorie                                                                      | výsledek  |
| ---- | ---------------------------- | ------------------------------------------------------------------------------ | --------- |
| 1951 | Henrietta Award              | Nejvýraznější nová tvář ve filmu                                               | vítězství |
| 1952 | Photoplay Award              | Nejrychleji stoupající hvězda roku                                             | vítězství |
| 1952 | Photoplay Award              | Speciální cena                                                                 | vítězství |
| 1952 | Look American Magazine Award | Nejslibnější nová ženská tvář filmu                                            | vítězství |
| 1953 | Zlatý glóbus                 | Nejoblíbenější herečka                                                         | vítězství |
| 1953 | Playboy                      | Sweetheart of the Month                                                        | vítězství |
| 1953 | Photoplay Award              | Nejpopulárnější herečka roku                                                   | vítězství |
| 1954 | Photoplay Award              | Nejlepší herečka (za snímky Páni mají radši blondýnky a Jak si vzít milionáře) | vítězství |
| 1956 | BAFTA                        | Nejlepší zahraniční herečka (za snímek Slaměný vdovec)                         | nominace  |
| 1956 | Zlatý glóbus                 | Nejlepší herečka v komedii/muzikálu (za snímek Autobusová zastávka)            | nominace  |
| 1958 | BAFTA                        | Nejlepší zahraniční herečka (za snímek Princ a tanečnice)                      | nominace  |
| 1958 | Donatellův David             | Nejlepší zahraniční herečka (za snímek Princ a tanečnice)                      | vítězství |
| 1959 | Crystal Star Award           | Nejlepší zahraniční herečka (za snímek Princ a tanečnice)                      | vítězství |
| 1960 | Zlatý glóbus                 | Nejlepší herečka v komedii/muzikálu (za snímek Někdo to rád horké)             | vítězství |
| 1962 | Zlatý glóbus                 | Nejoblíbenější herečka                                                         | vítězství |

## Zajímavosti

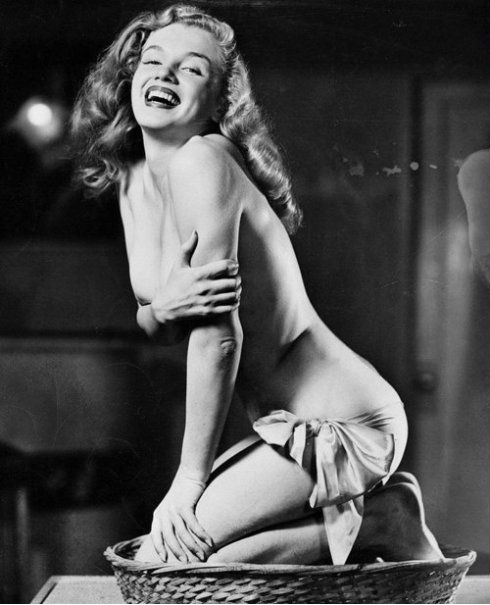
Monroe jako pin-up girl (1950)

- Když natáčela film Muži mají raději blondýnky, musel jí její maskér Allan „Whitey“ Snyder slíbit, že ji upraví i po smrti. Slíbil a vtipkoval, že mu ale Marilyn musí dodat tělo ještě teplé. Po dokončení filmu mu darovala zlatou sponu na bankovky s věnováním „Whitey, miláčku, dokud jsem ještě teplá. Marilyn“, aby Whitey na svůj slib nezapomněl – splnil jej 8. 8. 1962.
- Při natáčení filmu Někdo to rád horké se jí nelíbil její nástup, měla pocit, že hvězda jejího formátu se na plátně nemůže objevit jen tak. Řekla Wilderovi, aby tedy něco vymyslel. Druhý den Wilder přišel s novou vstupní scénou: Marilyn prochází kolem Daphne a Josephiny v přiléhavých černých šatech, když vlak upustí páru přímo na její pozadí.
- Před vstupem do jejího domu, kde byla nalezena mrtvá, byl objeven latinský nápis Cursum perficio, který lze přeložit jako Zde končí má pouť či Zde zakončuji svou cestu.
- V den její smrti Marilyn navštívil fotograf Lawrence Schiller, aby se domluvili na podepsání smlouvy s Playboyem o zveřejnění nahých fotek z jejího posledního filmu. Monroe mu sdělila, že smlouvu nepodepsala.
 5. srpna odpoledne, tedy půl dne po objevení jejího mrtvého těla, našel Lawrence Schiller pod studiovými dveřmi neoznámkovanou obálku s danými fotografiemi, na jejichž zadní straně bylo napsáno „ty by měly jít do Playboye“. Schiller ani Woodfield nikdy nezjistili, kdo tam obálku zavezl – zda samotná Marilyn ještě odpoledne po jejich setkání, tedy v den své smrti, nebo Pat Newcomb, její tisková mluvčí, která mohla obálku nalézt v domě Monroe, když jej navštívila v ranních hodinách po Marilynině smrti.
- Údajně nikdy nepoznala svého biologického otce a ačkoliv hradila veškerou zdravotní péči a pobyty v ústavech své matky, nenavštěvovala ji a po celý život o ní hovořila jako o „té paní s červenými vlasy“. Matka Marilyn Gladys Baker zemřela 11. března 1984 na Floridě ve věku 84 let.
- Umělecké jméno Marilyn Monroe nebylo úplně vymyšleným – Monroe bylo totiž dívčí jméno Marilyniny matky a s Marilyn přišel herec a vedoucí studia Fox Ben Lyon, který jméno vybral podle bývalé muzikálové hvězdy, s níž se údajně také romanticky zapletl.[28]

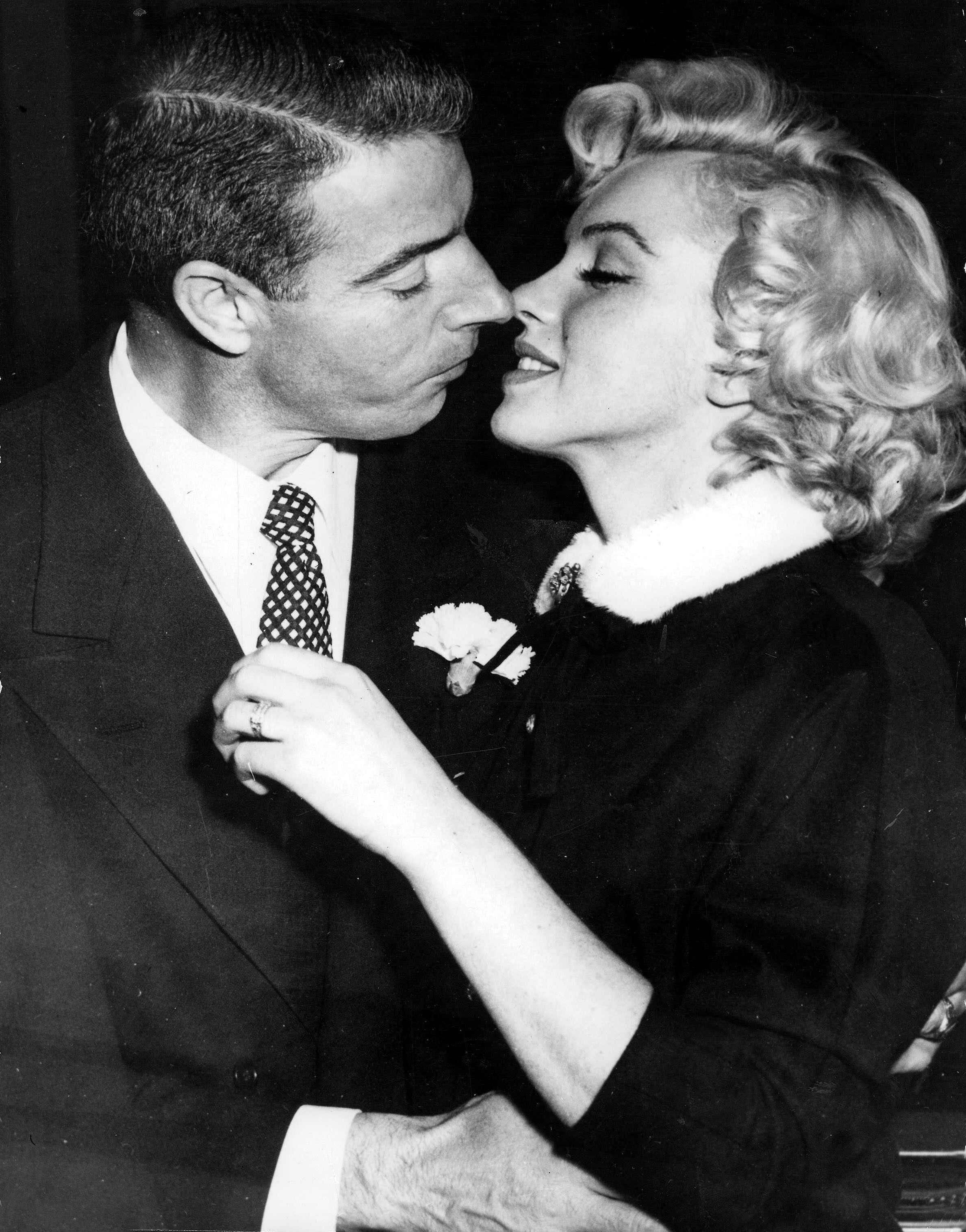
Svatba Monroeové s DiMaggiem v San Franciscu (1954)

- Roku 1960 městem Roxbury ve státě Connecticut byla jako náhradní delegátka nominována na celostátní předvolební sjezd demokratické strany.
- Roku 1952, kdy její hvězda prudce stoupala, se novináři vyjádřili, že by vypadala skvěle i v pytli od brambor. V ateliérech studia Fox se tedy zrodil nápad Marilyn do pytle obléci. Billy Travilla pytel pouze upravil jejím svůdným křivkám a bylo pořízeno několik snímků. Poté, co fotografie obletěly svět, poslala bramborářská společnost z Idaha Marilyn pár pytlů prvotřídních brambor.
- Marilyn natočila a dokončila 29 filmů, Něco musí ustoupit se stal 30. snímkem (remake filmu z roku 1940 Má nejoblíbenější manželka s Irene Dunne a Carym Grantemem v hlavních rolích) a zůstal torzem, film byl pak předělán v hlavní roli s Doris Day až o několik let později.
- Roku 1947 byla zvolena za stát Kalifornie miss artyčoků
- Roku 1999 zvolena magazínem People „Nejvíc sexy ženou 20. století“
- V říjnu 1997 v žebříčku „The Top 100 Movie Stars of All Time“ v Empire obsadila 8. místo
- Roku 1995 zvolena magazínem Empire „Nejvíc sexy herečkou všech dob“
- Roku 1999 zvolena čtenáři časopisu Playboy „Nejpřitažlivější ženou 20. století“
- 28. října 1999 byly v aukční síni Christie's vydraženy oděvy Marilyn Monroe, přičemž rekordu dosáhla dražba jejích šatů, ve kterých zpívala 19. května 1962 v Madison Square Garden Johnu F. Kennedymu k jeho 45. narozeninám. Šaty byly vydraženy za 1 267 500 dolarů (dle tehdejšího kurzu 43,5 mil. Kč), vč. komisního poplatku, a staly se tak nejdražším vydraženým oděvem všech dob. Do té doby držely rekord šaty princezny Diany.
- Roku 2009 zvolena institucí TV Guide Network „Nejvíc sexy herečkou všech dob“
- V médiích se často uvádělo a uvádí, že Marilyn Monroe se stala osudnou kombinace prášků a alkoholu. Není to pravda – patolog v jejím krevním oběhu nenašel po alkoholu stopu, Marilyn tedy v den své smrti nepožila ani kapku svého oblíbeného šampaňského Dom Perignon. Podle pitevní zprávy ji zabila kombinace nembutalu a chloralhydrátu
- Ve Westwood Village Memorial Park Cemetery, jež bývá charakterizován jako nejmenší hřbitov celebrit v Los Angeles a kde Marilyn Monroe odpočívá, nalezly místo svého posledního odpočinku i jiné velké hvězdy a známé osobnosti jako herečka Natalie Wood, herec, zpěvák a partner z jejího posledního filmu Dean Martin, novinář Truman Capote, režisér Billy Wilder, který Marilyn dvakrát režíroval, dále partner z filmu Někdo to rád horké Jack Lemmon a jeho „parťák“ Walter Matthau. V r. 2009 zde byla pochována také herečka Farrah Fawcett, která 25. června 2009 podlehla rakovině (její smrt byla v médiích zastřena smrtí Michaela Jacksona, který zemřel týž den)
- podle magazínu Forbes se Marilyn Monroe v anketě o nejvíce vydělávající zesnulé celebrity za rok 2014 umístila na 6. místě se 17 miliony dolarů

## Památka
Podle Průvodce americkou populární kulturou „Monroe jako ikona americké populární kultury má jen málo konkurentů v popularitě, mezi něž patří Elvis Presley a Mickey Mouse... žádná jiná hvězda nikdy nevyvolávala tak širokou škálu emocí - od chtíče po lítost, od závisti po výčitky svědomí." Historička umění Gail Levinová prohlásila, že Monroe byla možná „nejfotografovanější osobou 20. století", a Americký filmový institut ji označil za šestou největší ženskou legendu amerických filmových dějin. Smithsonian Institution ji zařadil na svůj seznam „100 nejvýznamnějších Američanů všech dob" a časopisy Variety i VH1 ji zařadily do první desítky svých žebříčků největších ikon populární kultury dvacátého století.
O Marilyn Monroe byly napsány stovky knih. Stala se námětem mnoha filmů, divadelních her, oper a písní a ovlivnila umělce a baviče, jako jsou Andy Warhol a Madonna. Hraje roli i v dnešních značkách: její podoba a jméno byly licencovány pro stovky výrobků a objevuje se v reklamách značek jako Max Factor, Chanel, Mercedes-Benz a Absolut Vodka.
Stálá popularita Marilyn Monroe je spojena s jejím rozporuplným veřejným obrazem. Na jedné straně zůstává sexuálním symbolem, ikonou krásy a jednou z nejslavnějších hvězd klasické hollywoodské kinematografie. Na straně druhé se na ni vzpomíná také kvůli jejímu pohnutému soukromému životu, nestabilnímu dětství, boji o profesní respekt a také kvůli její smrti a konspiračním teoriím, které ji obklopovaly. Psali o ní vědci a novináři, kteří se zabývají genderem a feminismem; mezi tyto autory patří Gloria Steinemová, Jacqueline Roseová, Molly Haskellová, Sarah Churchwellová a Lois Bannerová. Někteří, jako například Steinemová, ji považují za oběť hollywoodského systému. Jiné, jako Haskellová, Roseová a Churchwellová, naopak zdůrazňují aktivní roli Marilyn v její kariéře a její podíl na vytváření její veřejné osobnosti.